# Castilleja chrymactis
Castilleja chrymactis är en snyltrotsväxtart som beskrevs av Francis Whittier Pennell. Castilleja chrymactis ingår i släktet målarborstar, och familjen snyltrotsväxter. Inga underarter finns listade i Catalogue of Life.